# Museo Etnográfico Doctor Andrés Barbero
El Museo Etnográfico Doctor Andrés Barbero, situado en la ciudad de Asunción, Paraguay, es un museo etnográfico y arqueológico paraguayo, inaugurado el 28 de noviembre de 1933.

## Historia
El museo, tiene desde el 1956, su sede en el edificio Museum Dr. Andrés Barbero, en la calle España 217 de la ciudad de Asunción. Su fundación se debe al estudioso, Dr. Andrés Barbero, quien bajo la presidencia de la Sociedad Científica del Paraguay, hizo la invitación a fundar el museo. El acta de fundación, lleva fecha el 21 de junio de 1929, firmada por Andrés Barbero. Desde 1934, hasta 1946 el Profesor Doctor Max Schmidt, fue el director y organizador inicial del museo. A él se debe el primer estudio sistemático sobre los hallazgos prehistóricos en Paraguay y varios viajes de estudio a diferentes tribus indígenas del Chaco. Tras la muerte de Andrés Barbero y Max Schmidt, se circunstanció un cierto abandono en la conservación y actividades del museo, hasta en el año 1952, cuando Branislava Sušnik, toma la dirección y reorganización del museo, acrecentando las colecciones mediante viajes de estudio entre los indígenas de Paraguay. En 1956, se inauguró la actual sede del museo, dando inicio una nueva época con exposición permanente de colecciones, una organizada biblioteca especializada y documentación sistematizada.

## El Museo
En el museo se conservan colecciones arqueológicas y etnográficas más importantes del país. A través de su depósito, el museo muestra el grado de cultura, de distintas tribus indígenas de Paraguay. Resume, principalmente, los principales aspectos de la vida de los indígenas del país. Alberga piezas pertenecientes a distintas etnias de Paraguay, y observa el lugar geográfico que ocupan las etnias, antes de la llegada de los españoles colonizadores. Entre otros artículos, se encuentran piezas musicales, armas, vasijas funerarias, herramientas, así como célebres altares en forma de canoa, construidos por los indígenas. Una galería de fotografías, muestra la evolución cultural de los indígenas. Está dotado de biblioteca, fotografías y un sinnúmero de documentos a lo largo de sus secciones.

## Principales Etnias
- Matacos
- Guaicurús
- Guayakís
- Maskoy
- Emok

- Datos: Q5393298